# Ulysses Moore
Ulysses Moore, Pierdomenico Baccalario olasz író 2004-ben elkezdett könyvsorozata.
A könyveket Iacopo Bruno illusztrálta, s hazánkban az Alexandra Kiadó gondozásában jelentek meg. Minden könyvben található egy néhány soros vers, ami irányítja, segíti az események menetét figyelemmel kísérni.

## Az időkapu – A Villa Argo rejtélye
Minden adott a kalandhoz. Három szenvedélyesen kalandvágyó gyerek: Jason, Julia és Rick. Egy villa a sziklaszirt tetején, tele rejtélyes, bezárt szobákkal, egy szekrény mögé rejtett ajtó, amit sehogy sem lehet kinyitni… Ám a gyerekek elhatározzák, hogy mégiscsak kinyitják. Bármi áron…
|  | Alább a cselekmény részletei következnek! |

A történet kezdetén a Covenant család Londonból vidékre, egy Kilmore Cove nevű tengerparti kisvárosba költözik. Jason és Julia, a Covenant házaspár ikrei így hát a helyi iskolába kezdenek járni, ahol összebarátkoznak egy helyi fiúval, Rick Bannerrel. Egy nap, mikor szüleik visszamennek Londonba, hogy a költözés utolsó fázisait intézzék, Jason és Julia meghívják Ricket a házukba, a Salton Cliffen álló hatalmas Villa Argóba, amely egykor a Moore család tulajdona volt. Jason, mióta a házba költöztek, úgy érzi, valami nincs rendben. Szellemet vél felfedezni a ház toronyszobájában, de később rájönnek, hogy csupán a szoba egy ablaka csapódott a keretnek, és ez okozta azt a furcsa zajt. A három gyerek ezután fürdeni megy, le a Salton Cliffbe vájt lépcsőn. Visszafelé vihar kerekedik, és Jason elveszti az egyensúlyát az esőtől csúszóssá vált sziklán. Ám szerencséjére sikerül megkapaszkodnia egy résben, amiben egy különös fadobozt talál. Rick és Julia felhúzzák Jasont és a konyhában kinyitják a csomagot, melyben egy halom sárgolyócskán kívül egy pergamentekercs fekszik. Sok nehézség árán, a ház öreg, sánta kertésze, Nestor segítségével lefordítják a pergamenen álló különös szimbólumokat, a Festo-korong jeleit. Később a helyi könyvesbolt tulajdonosával, Miss Calypsóval kötnek egyezséget annak érdekében, hogy megszerezzenek egy csomagot a postáról, ugyanis Calypso egyben a postahivatalt is vezeti. A csomagban egy másik pergament találnak négy kulccsal együtt, melyek a házban lévő öreg ajtót, az Időkaput nyitják. Némi gondolkodás után rájönnek, hogy milyen sorrendben kell a kulcsokat a négy zárba dugni, és kinyitják az ajtót. Egy sötét folyosórendszeren és mindenféle kalandokon át a Salton Cliff belsejébe jutnak, ahol hatalmas meglepetés várja őket: egy viking hajó, amelynek az oldalán ez olvasható: METIΣ. De még mit sem sejtenek abból, ami rájuk vár. Felmennek a hajó fedélzetére, felhúzzák a horgonyt, de a hajó nem indul. Azonban Jason rájön, hogy nem erővel kell ezt a hajót irányítani, hanem erős akarattal. Megragadja a kormányrudat. „EGYIPTOM”! – kiáltja, és a hajó elindul. A barlangban hirtelen óriási vihar kerekedik, és mikor végre elül, a túlparton találják magukat. Ott egy ajtó áll, nagy kövekkel szegélyezve, és a tetején ott áll a három teknősbéka szimbóluma. A gyerekek végül belépnek az ajtón. Végül? Hisz ez még csak a kezdet!
|  | Itt a vége a cselekmény részletezésének! |

Néggyel egy nyílj ki sorsszerűen,

A mottót négyből háromban leld meg,

A négy közül kettő a halálba vezet,

S csak egy a négyből visz oda le.

## Az elfeledett térképek boltja – Az ókori Egyiptom földjén
Az ókori Egyiptom, Punt földje. Jason, Julia és Rick átléptek az időkapun, és az Élet házába jutottak, egy hatalmas, labirintusszerű könyvtárba, ami telis-tele van papirusztekercsekkel, pergamenekkel és fatáblákkal, amik a világ legkülönbözőbb pontjairól származnak. Ezúttal egy titokzatos térkép felkutatására indulnak, amit valahol a legendás Seholsincs szobában rejtettek el. Csak az Elfeledett térképek boltjának álnok tulajdonosa adhat eligazítást nekik, hogy rátaláljanak a helyes útra...
Hogy itt eligazodj, nagy szerencse kell,

meg jó csillagok hozzá.

A Négy bot toronyban keresd a térképet!

## A tükrök háza – Nestor vallomása
Kilmore Cove-ban furcsa dolgok történnek: a vonatsínek nem vezetnek sehová, lehetetlen internetkapcsolatot teremteni, vagy mobiltelefonálni és van ott egy szobor egy nem létező királyról! Mintha a falut letörölték volna az összes térképről, pontosan azért, hogy egy titkot megóvjanak. Ulysses Moore talán tud erről valamit? Jason, Julia és Rick ezúttal a Tükrök házából indul nyomozóútra, Peter Dedalus rejtélyes házából, aki zseniális feltaláló volt, ám évekkel ezelőtt nyomtalanul eltűnt. Ebben a házban semmi sem az, aminek látszik...
A király egyedül maradt,

A játszmát meg nem nyerheti,

Győzni visz magával hármakat,

S mindhármuk életét elveszi.

## A maskarák szigete – Hívatlan vendégek
Jason, Julia és Rick készen állnak egy újabb utazásra. Peter Dedalus – az egyetlen ember, aki segíthet nekik meglelni az Első kulcsot – átment az időkapun, és most a 18. századi Velencében bujkál. A gaz Oblivia Newton már a nyomában van, ezért a gyerekeknek sietniük kell. Elsőként meg kell tudniuk, ki is az a titokzatos Fekete Gondolás. Úgy tűnik azonban, még csak a nevét sem hallotta senki...
Csupán az álmok matrózai vagyunk,

S nem vagyunk horgony, naszád, kapitány.

Egyszerű hajósinasként dolgozunk,

Sose tudjuk meg, mi lesz az útirány.

## A szikla őrei – Visszatérés a kezdetekhez
Ki is valójában Ulysses Moore? Jason, Julia és Rick már-már megtudják az igazságot. Azonban Oblivia és Manfred is, aki túlélte az újabb zuhanást a szikláról, azon ügyködnek, hogy tervüket véghezvigyék: be akarnak jutni a Villa Argóba, hogy átmehessenek az Időkapun. Ahhoz, hogy megállítsák őket, a három gyereknek meg kell találnia Black Vulkánt, Ulysses régi barátját, aki a kilmore cove-i vasutat irányította, és akinél az Első kulcs van. Ezért egy újabb utazásra készülnek a gyerekek. Irány: a 12. század, az örök ifjúság kertje.
Félig homokkal és félig széllel

Töltsd fel szíved, ha itt felszállsz,

Bátor utazó, s barátod, hidd el,

Kell hogy legyen legalább száz.

## Az első kulcs – Az igazság pillanata
Ulysses Moore él. Mindig is ott volt a Villa Argóban Jason, Julia és Rick orra előtt. Rick jött rá a rejtélyre, amikor behatolt Nestor, a vén kertész kisházába. Az ikrek időközben ott rekedtek a középkorban Oblivia Newtonnal és testőrével, Manfreddel. Mindenki ugyanazt akarja: rátalálni az Első kulcsra. Az egyetlenre, amellyel az összes időkaput nyitni és zárni lehet. Ez az igazság pillanata. A gyerekek végre választ kapnak a kérdéseikre...
Ha a rejtély feltárul a végén,

El ne mondd senkinek a titkokat.

Kérlek, barátom, hallgatag légy,

S Kilmore Cove szabadnak megmarad.

## A titkos város
Velence. Egy titokzatos ház padlásán Anita Bloom, aki restaurátor édesanyjával érkezett a lagúnák városába, különleges könyvecskét talál. Amikor belelapoz, olyan érzése támad, mintha valaki figyelné. Aztán a rajzok megelevenednek... A könyvet ugyanolyan rejtélyes írásjelekkel írták, mint amilyeneket Ulysses Moore naplóiban használtak. Csak egy módon tudhatja meg, hogy mit jelent a szöveg, és mi a kapcsolat a könyv és a Kilmore Cove-i szerző között. El kell jutnia az eldugott cornwalli faluba, hogy Juliától, Jasontől és Ricktől kérjen segítséget, ahová is elég nehéz eljutni...
Ha a horgas tölgynél a fehér elveszik,

az ikerfenyőknél segítségre lelsz.

Fekete a ház színe, mely ezerfelé csábít,

s üzeni: indigószín mutatja a rejteket!

## A villámok mestere
Anita, Rick és Jason titokban elindulnak a Haldokló Falu felkutatására. Juliának ezalatt Kilmore Cove-ban sürgősen meg kell találnia Morice Moreau füzetének egy másik példányát, hogy kapcsolatba lépjen barátival, és segíteni tudjon neki, Anita, Rick és Jason ugyanis bajba kerültek. A Gyújtogatók és főnökük, Malarius Voynich el akarják pusztítani a Haldokló Falut legveszélyesebb fegyverük, a tűz segítségével.
A gyerekek versenyt futnak az idővel, hogy megmentsék a falut és utolsó lakóját, s végre felfedjék az időkapuk titkát.
A fű útját három oszlop nyitja meg,

ez az út a víz határáig vezet.

...Ha a kaput zárva lelitek, ne feledjétek,

hogy kopogni nem lehet.

De senki nem tart majd neveletlennek,

Ha ehelyett elzárjátok a vizet.

## A sötétség útvesztője
Anita, Jason és Rick úgy döntenek, átlépik a Haldokló falu időkapujának küszöbét, és egy sötét, barátságtalan földalatti világban találják magukat. Egy kimerítő leereszkedés után minden képzeletbeli hely szívébe: a Labirintusba érnek. Ez a hely őrzi a kapukészítők titkát. Folyosóin szörnyű veszély várja őket. Ezalatt Tommi és Julia a Gyújtogatókat próbálják megállítani, akik már-már elérik Kilmore Cove kapuit...
Három elveszett gyermek

odalent a mélybe',

az ismeretlen folyosókon

Kilmore Cove-ba ér-e?

## A jég birodalma
Kilmore Cove-ba visszatérve Jasont, Anitát és Ricket nyugtalanító hírek várják: a falucska lakói között áruló rejtőzik. Valaki, aki titokban sötét terveket sző, és a Gyújtogatók segítségével bosszúra készül. A nyomok olyan helyre vezetik a négy barátot, ahol végre minden kérdésre választ kaphatnak. A hely neve: Agarthi. Ezt a jég birodalmában rejtőző legendás, elveszett várost még Ulysses Moore-nak sem sikerült megtalálnia...
Keserűen telnek napjaid,

hunyt pilláid mögött csak bujkál a remény.

Ám új kalandnak hangja hív,

s kiáltja: "Tengerre, kapitány, ne félj!"
Egy nem hivatalos, az eredetihez azonban közelebb álló fordítás:
Fogva tartja immár a remény kötele,

tengerész-szemedet és bús napjaidat.

Most eljött az ébredés s az indulás ideje,

és téged, Kapitány, a tenger hívogat.

## A hamvak kertje
Ez alkalommal személyesen Ulysses Moore lépi át a Villa Argo Időkapujának küszöbét. Egy nagyon különleges személy várja bezárva évek óta: a felesége, Penelope. Hogy megtalálja a Villa Argo öreg tulajdonosát, és épen és egészségesen visszahozzák, Rick, Jason és Julia Londonba megy, a Gyújtogatók veszélyes búvóhelyéhez. Ebben a házban nőtt fel Ulysses Moore arról álmodozva, hogy egy nap Képzeletbeli Utazóvá válik. A gyerekek kutatása sehová sem vezet, kivéve egy helyet: az ókori Egyiptom földjét, a helyet, ahol minden kezdődött...
(A következő fordítás nem hivatalos:)
Szurok-hajókon és betűk szárnyán,

Álmok, utazók és csodák kikötői közt

A tenger barátja, vagy az időé talán,

A rettegés kapujába ütközött...

## A Képzeletbeli Utazók Klubja
Kilmore Cove-ot támadás éri: Spencer úrnak sikerült eljutni fekete vitorlájú hajója fedélzetén a faluba, hogy bosszút álljon régi ellenségén, Ulysses Moore-on. Veszély fenyegeti Kilmore Cove lakosait. Jason és Julia gyorsan elvezeti őket a titkos menedékhelyre, hogy egyedül ütközzenek meg a gonosz Spencerrel. De hogy megállítsák, előbb rá kell jönniük a gyenge pontjára. Ezalatt Nestor úgy döntött, megtalálja a feleségét, Penelopét, aki évekkel azelőtt rejtélyes körülmények közt tűnt el: mikor utoljára látták, úgy néz ki Spencer cégénél járt.
(A következő fordítás nem hivatalos:)
A tengert két őrszem vigyázza,

mindkettő kezében durva, éles dárda,

a három barát velük immár készen áll a harcra,

de mindenkinek sötétbe borul majd az arca.

## Az időhajó
Murray, Mina, Connor és Shane egy nap egy különös hajóra bukkannak, mely városuk partjainál feneklett meg. Olyan, mint egy drakkar, egy viking hajó, szakadozott vitorlákkal és egy görög betűs névvel az oldalán: Metis. A fedélzeten különös események sorozatának nyomai tűnnek fel, amik egészen odáig vezették őket, egy furcsa, számokkal borított kockán és egy füzetkén át, melynek a borítóján ez áll: Ulysses Moore – Jegyzetek a tizenharmadik könyvhöz...
Nem tudom, ki rabolta el

a hajómat, sem azt, hogy mikor,

sem azt, hogy melyik képzeletbeli

kikötőben rejtőzik.

Az egyetlen, amit tudok, az,

hogy előbb vagy utóbb rátalálok.

Vagy ő talál énrám.

## Ködbevesző kikötők
Magyarul még nem jelent meg.
Mihelyst első kalandjukról visszatértek Kilmore Cove-ba, Ulysses Moore falujába, Murray, Mina, Shane és Connor váratlan segélykérést kapnak egy cédula formájában: a Képzeletbeli India Társasága elfogta az utolsó lázadó hajót, így vonva irányításuk alá a Képzelet Útjait. Hogy felszabaduljon, meg kell találni a Társaság főhadiszállását, egy Ködbevesző Kikötőt, amit egyetlen térkép sem jelöl. Mégis hogyan lehet odajutni? A válasz a Villa Argóban várja Murrayt és barátait, az Időkapun túl...
Most, hogy e helyekre

oly sűrű köd telepedett,

mely a szívünkbe mar, nekünk,

szabad Képzeletbeli Utazóknak

egyetlen esélyünk maradt: fellázadni.

Visszahódítani a kikötőket, harcba szállni

minden tengeren, még ha ez azt is

jelenti majd, hogy elveszünk a rengetegben

és elpusztul az otthonunk.

Fellázadni, mert végül

mindig feltámad a szél.

## Képzelt tengerek kalózai
Magyarul még nem jelent meg.
Murray, Mina és az ifjú Connor kapitány harmadszor készülnek átszelni a Képzelt tengereket. Kilmore Cove-ban ezúttal a hét tengerek legrettegettebb kalózai várnak rájuk, Long John Silver kapitány pedig minden erejét bevetve kíván a Képzeletbeli Indiánok Társasága és annak vezetője, Larry Huxley ellen támadni. Előbb azonban meg kell találnia Ulysses Moore rejtekhelyét és ki kell szabadítania a többi felkelőt, ennek egyetlen módja azonban, ha hajókötelekkel és vaspántokkal kikötözve a Föld középpontja felé veszi az irányt...
A világ neszeit hallgatom. 

A néma dzsungelt.

Acélszörny siklik a hullámok

baljós árnyékában.

Lehetetlen, hogy

valaki ránktaláljon.

De ismerem a lehetetlent,

így készülök, s éberen várom.

## Felkelők a szigeten
Magyarul még nem jelent meg.
Ulysses Moore, Hála Murray és barátai kitartó kutatásának, végre visszatért Kilmore Cove-ba, hogy kiszabadítsa a felkelőket, akiket a Képzeletbeli Indiánok Társasága bebörtönzött. A hátborzongató Tömlöcök Szigetére tartó felderítőcsapatot Murray vezeti, mivel ő az egyetlen, aki kinyithatja még az Időkapukat. Néhány rab azonban szabadulását kockáztatja, köztük a Leonard-Calypso házaspár is, Ulysses Moore régi jó barátai, s immár egy szenvedélyes levél szerzői, mely lázadásra buzdít mindenkit, ki szívébe zárta, s nem ereszti a végtelen tengert...
Mi értelme van fellázadni, amikor 

minden lehetséges? Ilyet csak

akkor teszünk, mikor nincsen más kiút,

mikor a lázadás az egy segítségünk,

mely talpra állít, s azt súgja: élünk!

## Háborús idők
Magyarul még nem jelent meg.
Homokból és jégből épült birodalmakat, városokat maga mögött hagyva Murray kinyitott egy Időkaput a helyen, ahol minden elkezdődött: Larry Huxley, a Képzeletbeli Indiánok Társasága hóbortos alapítójának szobájában. De míg a fiú világokon át utazva ellenségét kutatja, Huxley riasztó flottája Kilmore Cove-ba ér, hogy bosszút álljon minden felkelőn. A Képzelet Folyosói veszélyben vannak, ám egy csapat álmodozó, kalóz és kalandor Ulysses Moore vezetésével harcba indul, hogy megmentse őket.
A háború véget kell, hogy érjen. 

Akárki kerül ki győztesen, az ő tisztje lesz

dönteni korábbi álmodozók hagyatéka felől.

Az övé, mert mi átadtuk a kormányrudat. Úgy szóltunk...

Menj! Indulj felfedezni! Aztán, ha visszatérsz,

mondd majd el, mit láttál, mi meghallgatunk!

## Szereplők
- Ulysses Moore: A Villa Argo előző tulajdonosa. A Villa tulajdonosainak portréi közül egyedül az övé hiányzik. Titkos üzeneteket hagyott hátra, ami sokat segít a regény főszereplőinek.
- Jason Coventant: Julia ikertestvére.
- Julia Coventant: Jason ikertestvére (ő az idősebb). Londonból, ahol születtek, költöztek a Villa Argóba. Nagyon sportos és makacs. Szeret úszni.
- Rick Banner: Jason és Julia barátja. Édesapja meghalt a tengeren. Tetszik neki Julia.
- Anita Bloom: Londonban született, de édesanyja miatt (aki restaurátornő) Velencében él. Édesapja Londonban él.
- Tomasso Ranieri Strambi (Tommi): Anita egyetlen velencei barátja. Nagyon okos.
- Oblivia Newton: Londoni ingatlanközvetítő, aki pénzszerzésre akarja használni az időkapukat. A történet negatív alakja. Black Vulkán és Clitennestra Biggles lánya.
- Manfred: Oblivia Newton segédje. Gwendaline Mainoff-fal elszökik az egyik Időkapun keresztül Puntba (6. kötet).
- Peter Dedalus: Kilmore Cove volt órásmestere és feltaláló. Velencébe szökött, mert reménytelenül szerelmes Oblivia Newtonba és kikotyogta neki a titkot.
- Leonard Minaxo: A világítótorony őre, Ulysses Moore gyermekkori barátja.
- Nestor MacDouglas: A Villa Argo öreg kertésze.
- Black Vulkán: Kilmore Cove volt állomásfőnöke és gépészmérnöke. János pap kertjébe szökött, hogy ott rejtse el az időkapuk kulcsait.
- Gwendaline Mainoff: A falu fodrásza.
- Calypso: A falu postamestere és könyvesboltosa. Feleségül megy Leonard Minaxóhoz a 6. kötetben.
- Roger Bowen: A falu orvosa.

## Magyarul
Ulysses Moore; Alexandra, Pécs, 2006–2016
- 1. Az időkapu. A Villa Argó rejtélye; ford. Kotsis Orsolya
- 2. Az elfeledett térképek boltja. Az ókori Egyiptom földjén; ford. Kotsis Orsolya
- 3. A Tükrök háza. Nestor vallomása; ford. Falvay Dávid
- 4. A Maskarák szigete. Hívatlan vendégek; ford. Falvay Dávid
- 5. A szikla őrei. Visszatérés a kezdetekhez; ford. Falvay Dávid
- 6. Az első kulcs. Az igazság pillanata; ford. Falvay Dávid
- 7. A titkos város; ford. Köhler Ágnes, Falvay Dávid
- 8. A villámok mestere; ford. Túri Zsuzsanna
- 9. A sötétség útvesztője; ford. Túri Zsuzsanna
- 10. A jég birodalma; ford. Túri Zsuzsanna
- 11. A hamvak kertje; ford. Túri Zsuzsanna
- 12. A Képzeletbeli Utazók Klubja; ford. Túri Zsuzsanna